# 달려라 자전거
"달려라 자전거"는 2008년에 개봉한 대한민국의 영화이다.

## 캐스팅
- 한효주 : 임하정 역
- 이영훈 : 김수욱 역
- 김응수 : 아빠 역
- 송광원 : 임승휘 역
- 이은 : 이선영 역
- 권금산 : 헌책방 주인 아저씨 역
- 유주희 : 민소현 역
- 전일범 : 승휘 담임 선생님 역
- 정재진 : 황 교수 역
- 이정미 : 하정 엄마 역 (특별출연)